# Emostasi
L'emostasi (pronunciato /ɛmoˈstazi/ o /eˈmɔstazi/; dal greco αἱμόστασις, composto di αἷμα «sangue» e στάσις «stasi») è l'insieme di processi che permette di arrestare il sanguinamento, ovvero di trattenere il sangue in un vaso danneggiato, e al contempo di mantenere il sangue fluido in condizioni fisiologiche. È il risultato di un insieme di processi, cellulari e biochimici, ben regolati che hanno due diverse funzioni: mantenere il sangue allo stato liquido nei vasi normali e indurre la formazione del coagulo emostatico in presenza di danno vascolare.

## Fisiologia
L'emostasi può avvenire spontaneamente, si attua in quattro fasi che si susseguono in rapida sequenza: 
- fase vascolare
- fase piastrinica o emostasi primaria
- fase coagulativa o emostasi secondaria
- fase fibrinolitica o della dissoluzione del coagulo

La perdita di sangue viene arrestata se, nel sito in cui ha luogo, prolifera dentro il coagulo del tessuto fibroso che tappa il lume del vaso sanguigno.
In sintesi, l'emostasi si svolge come segue:
1. Le piastrine sono respinte dall'endotelio intatto, ma quando questo si rompe avviene una vasocostrizione riflessa e le sottostanti fibre collagene risultano esposte. Le piastrine aderiscono al fattore di Von Willebrand, diventano piatte e aumentano la loro superficie, per azione dell'ADP. Le piastrine ancorate rilasciano granuli secretori che, fungendo da chemochine, attirano ulteriori piastrine e queste, continuando ad ammassarsi, finiscono per formare sulla zona dove l'endotelio è leso il cosiddetto tappo piastrinico o trombo bianco.
2. Una volta ancorate, le piastrine, oltre a produrre sostanze che attirano altre piastrine, rilasciano serotonina che provoca spasmi (contrazioni) del vaso sanguigno danneggiato; agendo nei pressi della lesione gli spasmi riducono la perdita di sangue per cui il coagulo riesce a formarsi. Tra i fattori che provocano spasmi vascolari vanno annoverati i danni a carico delle cellule muscolari lisce e la stimolazione dei recettori locali del dolore.
3.Contemporaneamente i tessuti danneggiati rilasciano tromboplastina, una sostanza che svolge un ruolo importante nella coagulazione.
4. Il fattore piastrinico 3 (PF3) è un fosfolipide che riveste la superficie delle piastrine; interagisce con la tromboplastina, con altre proteine ematiche della coagulazione e con ioni   Ca2+ per formare l'attivatore protrombinico che innesca il processo a cascata della coagulazione.
5.L'attivatore protrombinico converte la protrombina, presente nel plasma, nell'enzima trombina.
6. La trombina quindi unisce tra loro le molecole proteiche solubili di fibrinogeno trasformandole in lunghe catene molecolari di fibrina insolubile; questa forma una sorta di traliccio che, intrappolando i globuli rossi, costituisce la base del coagulo. Entro un'ora, il coagulo inizia a retrarsi, spremendo fuori dalla massa siero (plasma deprivato dalle proteine della coagulazione) e avvicinando i margini della rottura della parete vasale.
Di norma il sangue coagula in 3-6 minuti e, una volta iniziato il processo a cascata della coagulazione, i fattori che l'hanno scatenato vengono di solito rapidamente inattivati per impedire che la coagulazione del sangue si diffonda per tutto l'apparato circolatorio. Alla fine l'endotelio si rigenera e il coagulo si dissolve. 
L'emostasi può essere indotta anche meccanicamente come accade in chirurgia ove rappresenta una parte determinante dell'atto operatorio.

## Tipi
È possibile distinguere tra:
- Emostasi preventiva pre-operatoria. Bloccare una emorragia improvvisa in corso di intervento mediante compressione diretta del vaso o mediante controllo più a monte della afferenza principale. Ad essa segue di regola una emostasi definitiva.[non chiaro]

È possibile ottenere l'emostasi oltre che con i metodi descritti facendo ricorso ad altre metodiche o strumenti. Naturalmente verrà adoperato il sistema ritenuto più idoneo alla circostanza e quello che offre maggiori garanzie di tenuta nel tempo. Ciò vale a scongiurare una delle più temibili complicanze degli interventi chirurgici, l'emorragia post-operatoria.

## Tecniche correlate
Esistono diverse tecniche alternative all'emostasi, fra cui:
- clip metalliche adoperate particolarmente in neurochirurgia ed in chirurgia mini-invasiva,
- cauterio, strumento la cui punta veniva portata ad incandescenza e che è ormai abbandonato perché ad effetto non dosabile,
- elettrocoagulazione ottenuta per passaggio della corrente in una pinza o nel bisturi (elettrico) e che è molto valida nell'ottenere l'emostasi dei piccoli vasi
- pezze o garze imbevute di soluzione fisiologica calda tenute per qualche minuto su ampie superfici cruentate e che presentano emorragie diffuse non controllabili diversamente,
- pezze o garze zaffate con forza nel sito emorragico che danno emostasi per compressione e che vengono tenute a dimora per qualche tempo (ore, talvolta anche giorni) dopo di che vengono rimosse.
- spugne di fibrina o collanti biologici per dominare emorragie in zone difficilmente raggiungibili o in organi parenchimatosi.
- tappi di collagene riassorbibile che, applicati sul foro di ingresso dei cateteri di angioplastica rimossi, fungono da emostasi ed evitano la compressione della gamba del paziente sottoposto a procedure di angioplastica coronarica o periferica. Questi sistemi evitano al paziente il disagio di una dolorosa compressione nel punto di accesso dell'arteria che in genere durerebbe dai trenta ai quaranta minuti. I tappi di collagene permettono inoltre al paziente di camminare ed essere autonomo immediatamente dopo il termine della procedura di angioplastica. Questi sistemi vengono poi "assorbiti" completamente dall'organismo umano in pochi giorni.